# Kapka Lake
Der Kapka Lake (englisch; bulgarisch езеро Капката esero Kapkata, deutsch ‚Tropfensee‘) ist ein in südwest-nordöstlicher Ausrichtung 125 m langer und 76 m breiter See an der Südküste von Elephant Island im Archipel der Südlichen Shetlandinseln. Er liegt 8,25 km westlich des Walker Point. Von der Mendoza Cove trennt den 0,32 Hektar großen See ein zwischen 20 und 50 m breiter Landstreifen.
Britische Wissenschaftler kartierten ihn zuletzt 2009. Die bulgarische Kommission für Antarktische Geographische Namen benannte ihn im April 2021 deskriptiv nach seiner Tropfenform.